# Police Academy
| Recensione | Giudizio |
| ---------- | -------- |
| AllMusic   |          |

Police Academy è un album in studio del gruppo musicale britannico Strontium 90, pubblicato il 29 luglio 1997.

## Descrizione
Police Academy è l'unico album pubblicato dagli Strontium 90, gruppo fondato dal bassista figiano Mike Howlett, già membro del gruppo space rock Gong, che comprendeva tutti i membri dei futuri Police. Il gruppo si sciolse dopo poche settimane nel 1977 e l'album venne pubblicato nel 1997 dalla Pangæa Records, sussidiaria della Virgin.
Il disco comprende brani dal vivo eseguiti dalla band alla riunione della Gong Family il 28 maggio del 1977 all'ippodromo di Parigi, cinque tracce registrate ai Virtual Earth Studios di Londra prima del concerto e un demo inedito della famosa Every Little Thing She Does Is Magic di Sting.
L'edizione standard è del 1997 stata pubblicata in CD in vari paesi del mondo ed è composta da 9 tracce. Nello stesso anno negli Stati Uniti è stata pubblicata un'edizione promo in doppio LP dall'etichetta discografica Pangæa, con umero di catalogo Ark21 61868 30021 1 4, contenente sul primo disco Police Academy e sul secondo disco un tribute album collettivo intitolato Reggatta Mondatta. L'edizione giapponese, pubblicata sempre dalla Pangæa nel 1997 con numero di catalogo TOCP-50242, contiene 2 tracce bonus inedite registrate al concerto di Parigi. Questa edizione è stata ristampata nel 2010 nel Regno Unito dalla Gonzo Media Group, con numero di catalogo HST003CD, e nel 2011 in Giappone dalla Toshi, con numero di catalogo TOCP-50242.

## Tracce
CD internazionale 1997
1. Visions Of The Night – 2:55 (Sting)
2. New World Blues – 4:00 (Mike Howlett)
3. 3 O'Clock Shit – 5:17 (Sting) – live
4. Lady Of Delight – 4:26 (Mike Howlett)
5. Electron Romance – 5:05 (Mike Howlett)
6. Every Little Thing She Does Is Magic – 3:18 (Sting) – demo registrato ad Acton, Londra, nell'autunno del 1976
7. Towers Tumble – 5:30 (Mike Howlett)
8. Electron Romance – 7:50 (Mike Howlett) – live
9. Lady Of Delight – 4:20 (Mike Howlett) – live

Durata totale: 42:41
CD Giappone 1997
1. Visions Of The Night – 2:55 (Sting)
2. New World Blues – 4:00 (Mike Howlett)
3. 3 O'Clock Shit – 5:17 (Sting) – live
4. Lady Of Delight – 4:26 (Mike Howlett)
5. Electron Romance – 5:05 (Mike Howlett)
6. Every Little Thing She Does Is Magic – 3:18 (Sting) – demo registrato ad Acton, Londra, nell'autunno del 1976
7. Towers Tumble – 5:30 (Mike Howlett)
8. Electron Romance – 7:50 (Mike Howlett) – live
9. Lady Of Delight – 4:20 (Mike Howlett) – live
10. New World Blues – 4:41 (Mike Howlett) – live
11. Towers Tumble – 8:50 (Mike Howlett) – live

Durata totale: 56:12

## Formazione
- Mike Howlett - voce e basso
- Sting - voce e basso
- Andy Summers - chitarra
- Stewart Copeland - batteria